# Ursula Donathová
Ursula „Ulla“ Donathová, rodným jménem Jurewitz, později Brehme, (* 30. července 1931 Saldus, Lotyšsko) je atletka, která startovala za východní Německo, hlavně na 800 metrů.
Získala pro Německo na letních olympijských hrách v roce 1960 v italském Římě na 800 m bronzovou medaili.